# صياغة فضاء الطور
تضع صياغة فضاء الطور في ميكانيكا الكم كلًا من متغيرات الموضع وزخم الحركة على قدم المساواة في فضاء الطور. بينما في المقابل، يستخدم تصور شرودنجر تمثيلات الزخم أو الموضع. الميزتان الأساسيتان اللتان تتمتع بهما صياغة فضاء الطور؛ أن الحالة الكمومية يُعبر عنها بتوزيع شبه احتمالي (عوضًا عن دالة موجية أو متجه الحالة أو مصفوفة الكثافة) وتُستبدل دالة الجداء بجداء نجمي.
طور النظرية العالمين هيلبراند جرونولد في عام 1946 في أطروحته للدكتوراه، والعالم جو مويال بصورة مستقلة، بنى كل منهما نظرته على الأفكار التي قدمها كل من هيرمان فايل ويوجين ويغنر.
الميزة الرئيسية التي تقدمها صياغة فضاء الطور هي إظهار ميكانيكا الكم شبيهًا بالميكانيكا الهاملتوني قدر الإمكان عبر تجنب التمسك الشديد بالشكل التقليدي، وبالتالي التخلص من عبء تكميم فضاء هيلبرت. تعتبر هذه الصياغة إحصائية في الطبيعة وتقدم روابط منطقية بين كل من الميكانيك الكمومي والميكانيك الإحصائي التقليدي، مفسحةً المجال لمقارنة طبيعية بين الاثنين. غالبًا ما تُفضل ميكانيكا الكم في فضاء الطور بالنسبة لتطبيقات بصريات الكم أو لدراسة إزالة الترابط الكمي ومجموعة من المشاكل التقنية المتخصصة. خلاف ذلك، قليلًا ما تُطبق الشكلية في المواقف العملية.
تفرعت الأفكار المفاهيمية القابعة خلف تطوير ميكانيكا الكم في فضاء الطور إلى أفرع جانبية رياضية؛ مثل نظرية الانحراف الجبري والهندسة اللاتبادلية.

## توزيع فضاء الطور
إن توزيع فضاء الطور f(x, p) لحالة كمومية هو توزيع شبه احتمالي. في صياغة فضاء الطور، قد يُعامل توزيع فضاء الطور على أنه الوصف البدائي والتقليدي للنظام الكمي، دون أي إشارة للدوال الموجية أو مصفوفات الكثافة.
هناك عدة طرق مختلفة لتمثيل التوزيع متعلقة ببعضها. أبرزها تمثيل فيغنرW(x, p) المكتشف أوّلًا. تتضمن تمثيلات أخرى (مرتّبة تنازليًا حسب انتشارها في الكتب)؛ تمثيل غلوبر-سودارشان بي، وتمثيل هوسيمي كيو وميهتا وريفيير وتمثيلات بورن-جوردان. تفيد هذه البدائل عندما يأخذ الميكانيكا الهاملتوني شكلًا معيّنًا، مثل ترتيب طبيعي لتمثيل غلوبر-سودارشان بي. باعتبار أن تمثيل فيغنر هو الأكثر شيوعًا، سيلتزم به هذا المقال إلا في حال تطرّق الحديث عن تمثيل آخر.
يمتلك توزيع فضاء الطور خصائص شبيهة بكثافة الاحتمال في فضاء طور ثنائي البعد. على سبيل المثال، هو حقيقي القيمة على عكس دالة الموجة العقدية المركبة عامّةً. يمكننا فهم احتمال الوقوع بين فاصل موضعي، على سبيل المثال، عبر تكامل دالة فيغنر على كل العزوم ومواضع الفصل:
{\displaystyle \operatorname {P} [a\leq X\leq b]=\int _{a}^{b}\int _{-\infty }^{\infty }W(x,p)\,dp\,dx.}
في حالة كون Â(x, p) مشغلًا يمثل جسمًا مرصودًا، يمكن توزيعه على فضاء طور ليكوّن A(x, p) عبر تحويل فيغنر. على العكس، يمكن استعادة هذا المشغل عبر تحويل ويل.
إن القيمة المتوقعة للمرصود المتعلق بتوزيع فضاء الطور هي:
{\displaystyle \langle {\hat {A}}\rangle =\int A(x,p)W(x,p)\,dp\,dx.}
هناك نقطة مهمة؛ بالرغم من التشابه الشكلي فإن W(x, p) ليس توزيع احتمال مشتركًا حقيقيًا، لأن المناطق الواقعة تحته لا تمثّل حالات متنافية تبادليًا، كما هو مطلوب في نظرية الاحتمال البديهية الثالثة. علاوة على ذلك، يمكنها عمومًا أخذ قيمة سالبة حتى ضمن حالات تامّة بحتة، مع استثناء للحالات المتماسكة التي تنتهك فرضية الاحتمال البديهية الأولى.
يمكن إثبات هذه القيم السالبة على كونها صغيرة: إذ لا يمكنها التوسع إلى مناطق مدمجة أكثر من بضع ħ، وبالتالي تخفي في الحد التقليدي حد التطابق. وهي محمية بموجب مبدأ عدم اليقين، والذي لا يسمح بتوضع دقيق ضمن مناطق فضاء الطور الأصغر من ħ، وبذلك تجعل هكذا «احتمالات سالبة» أقل تناقضًا. إذا كان من الواجب تفسير الجانب الأيسر من المعادلة على أنه قيمة توقّع في فضاء هيلبرت بخصوص مشغّل ما، وحسب مضمون بصريات الكم، تعرف هذه النظرية بـ نظرية التكافؤ البصري.
تسعى مقاربة فضاء طور بديل لميكانيكا الكم إلى إيجاد دالة موجة (ليس فقط كثافة شبه احتمالية) على فضاء طور، عادةً عن طريق تحويل سيغال-بارغمان. لتكون متوافقة مع مبدأ عدم اليقين، لا يمكن لدالة موجة فضاء الطور أن تكون دالة اعتباطية، وإلا فإنها ستتموضع ضمن منطقة صغيرة في فضاء الطور. خلافًا لذلك، فإن تحويل سيغال هو دالة تامة الشكل {\displaystyle x+ip}. هناك كثافة شبه احتمالية تتعلق بدالة موجة فضاء الطور؛ وهي تمثيل هوسيمي كيو لموضع دالة الموجة.

## الجداء النجمي
إن المؤثر الأساسي الثنائي اللاتبادلي في صياغة فضاء الطول الذي يحل محل مؤثر الجداء القياسي هو الجداء النجمي ممثًلا برمز النجمة ★. يمتلك كل تمثيل لتوزيع فضاء الطور جداء نجميًا مميزًا مختلفًا. لتثبيت الفكرة، تقتصر هذه المناقشة على الجداء النجمي المتعلق بتمثيل فيغنر-ويل.
لسهولة الاصطلاح، سنعتمد مفهوم المشتقات اليسرى واليمنى. للدالتين {\displaystyle f} و {\displaystyle g} تحدد كلتا الاشتقاقات اليمنى واليسرى كالتالي:
```

  

    

      

        

          

            

              

                
f

                

                  

                    

                      
∂

                      
←

                    

                  

                  

                    
x

                  

                

                
g

              

              

                

                
=

                

                  

                    

                      
∂

                      
f

                    

                    

                      
∂

                      
x

                    

                  

                

                
⋅

                
g

              

            

            

              

                
f

                

                  

                    

                      
∂

                      
→

                    

                  

                  

                    
x

                  

                

                
g

              

              

                

                
=

                
f

                
⋅

                

                  

                    

                      
∂

                      
g

                    

                    

                      
∂

                      
x

                    

                  

                

                
.

              

            

          

        

      

    

    
{\displaystyle {\begin{aligned}f{\overleftarrow {\partial }}_{x}g&={\frac {\partial f}{\partial x}}\cdot g\\[5pt]f{\overrightarrow {\partial }}_{x}g&=f\cdot {\frac {\partial g}{\partial x}}.\end{aligned}}}

  

```

وتكون المعادلة التفاضلية للجداء النجمي:
```

  

    

      

        
f

        
 

        
⋆

        
 

        
g

        
=

        
f

        

        
exp

        
⁡

        

          

            
(

            

              

                

                  

                    
i

                    
ℏ

                  

                  
2

                

              

              

                
(

                

                  

                    

                      

                        
∂

                        
←

                      

                    

                    

                      
x

                    

                  

                  

                    

                      

                        
∂

                        
→

                      

                    

                    

                      
p

                    

                  

                  
−

                  

                    

                      

                        
∂

                        
←

                      

                    

                    

                      
p

                    

                  

                  

                    

                      

                        
∂

                        
→

                      

                    

                    

                      
x

                    

                  

                

                
)

              

            

            
)

          

        

        

        
g

      

    

    
{\displaystyle f~\star ~g=f\,\exp {\left({\frac {i\hbar }{2}}\left({\overleftarrow {\partial }}_{x}{\overrightarrow {\partial }}_{p}-{\overleftarrow {\partial }}_{p}{\overrightarrow {\partial }}_{x}\right)\right)}\,g}

  

```

إذ يمكن تمثيل عبارة دالة القوة كسلسلة أسّية. تسمع علاقات تفاضلية إضافية بكتابة ذلك مع تغير عبارة كل من الدالتين {\displaystyle f} و {\displaystyle g}:
```

  

    

      

        

          

            

              

                
(

                
f

                
⋆

                
g

                
)

                
(

                
x

                
,

                
p

                
)

              

              

                

                
=

                
f

                

                  
(

                  

                    
x

                    
+

                    

                      

                        

                          

                            
i

                            
ℏ

                          

                          
2

                        

                      

                    

                    

                      

                        

                          
∂

                          
→

                        

                      

                      

                        
p

                      

                    

                    
,

                    
p

                    
−

                    

                      

                        

                          

                            
i

                            
ℏ

                          

                          
2

                        

                      

                    

                    

                      

                        

                          
∂

                          
→

                        

                      

                      

                        
x

                      

                    

                  

                  
)

                

                
⋅

                
g

                
(

                
x

                
,

                
p

                
)

              

            

            

              

              

                

                
=

                
f

                
(

                
x

                
,

                
p

                
)

                
⋅

                
g

                

                  
(

                  

                    
x

                    
−

                    

                      

                        

                          

                            
i

                            
ℏ

                          

                          
2

                        

                      

                    

                    

                      

                        

                          
∂

                          
←

                        

                      

                      

                        
p

                      

                    

                    
,

                    
p

                    
+

                    

                      

                        

                          

                            
i

                            
ℏ

                          

                          
2

                        

                      

                    

                    

                      

                        

                          
∂

                          
←

                        

                      

                      

                        
x

                      

                    

                  

                  
)

                

              

            

            

              

              

                

                
=

                
f

                

                  
(

                  

                    
x

                    
+

                    

                      

                        

                          

                            
i

                            
ℏ

                          

                          
2

                        

                      

                    

                    

                      

                        

                          
∂

                          
→

                        

                      

                      

                        
p

                      

                    

                    
,

                    
p

                  

                  
)

                

                
⋅

                
g

                

                  
(

                  

                    
x

                    
−

                    

                      

                        

                          

                            
i

                            
ℏ

                          

                          
2

                        

                      

                    

                    

                      

                        

                          
∂

                          
←

                        

                      

                      

                        
p

                      

                    

                    
,

                    
p

                  

                  
)

                

              

            

            

              

              

                

                
=

                
f

                

                  
(

                  

                    
x

                    
,

                    
p

                    
−

                    

                      

                        

                          

                            
i

                            
ℏ

                          

                          
2

                        

                      

                    

                    

                      

                        

                          
∂

                          
→

                        

                      

                      

                        
x

                      

                    

                  

                  
)

                

                
⋅

                
g

                

                  
(

                  

                    
x

                    
,

                    
p

                    
+

                    

                      

                        

                          

                            
i

                            
ℏ

                          

                          
2

                        

                      

                    

                    

                      

                        

                          
∂

                          
←

                        

                      

                      

                        
x

                      

                    

                  

                  
)

                

                
.

              

            

          

        

      

    

    
{\displaystyle {\begin{aligned}(f\star g)(x,p)&=f\left(x+{\tfrac {i\hbar }{2}}{\overrightarrow {\partial }}_{p},p-{\tfrac {i\hbar }{2}}{\overrightarrow {\partial }}_{x}\right)\cdot g(x,p)\\&=f(x,p)\cdot g\left(x-{\tfrac {i\hbar }{2}}{\overleftarrow {\partial }}_{p},p+{\tfrac {i\hbar }{2}}{\overleftarrow {\partial }}_{x}\right)\\&=f\left(x+{\tfrac {i\hbar }{2}}{\overrightarrow {\partial }}_{p},p\right)\cdot g\left(x-{\tfrac {i\hbar }{2}}{\overleftarrow {\partial }}_{p},p\right)\\&=f\left(x,p-{\tfrac {i\hbar }{2}}{\overrightarrow {\partial }}_{x}\right)\cdot g\left(x,p+{\tfrac {i\hbar }{2}}{\overleftarrow {\partial }}_{x}\right).\end{aligned}}}

  

```

ويمكن تحديد الجداء النجمي بصيغة التفاف تكاملي، بالأخص عبر تحويل فورييه:
```

  

    

      

        
(

        
f

        
⋆

        
g

        
)

        
(

        
x

        
,

        
p

        
)

        
=

        

          

            
1

            

              

                
π

                

                  
2

                

              

              

                
ℏ

                

                  
2

                

              

            

          

        

        

        
∫

        
f

        
(

        
x

        
+

        

          
x

          
′

        

        
,

        
p

        
+

        

          
p

          
′

        

        
)

        

        
g

        
(

        
x

        
+

        

          
x

          
″

        

        
,

        
p

        
+

        

          
p

          
″

        

        
)

        

        
exp

        
⁡

        

          

            
(

            

              

                

                  

                    

                      
2

                      
i

                    

                    
ℏ

                  

                

              

              
(

              

                
x

                
′

              

              

                
p

                
″

              

              
−

              

                
x

                
″

              

              

                
p

                
′

              

              
)

            

            
)

          

        

        

        
d

        

          
x

          
′

        

        
d

        

          
p

          
′

        

        
d

        

          
x

          
″

        

        
d

        

          
p

          
″

        

        
 

        
.

      

    

    
{\displaystyle (f\star g)(x,p)={\frac {1}{\pi ^{2}\hbar ^{2}}}\,\int f(x+x',p+p')\,g(x+x'',p+p'')\,\exp {\left({\tfrac {2i}{\hbar }}(x'p''-x''p')\right)}\,dx'dp'dx''dp''~.}

  

```

وبذلك تنتج لدينا دالة زائدية حسب غاوس:
```

  

    

      

        
exp

        
⁡

        

          
(

          

            
−

            

              
a

            

            
(

            

              
x

              

                
2

              

            

            
+

            

              
p

              

                
2

              

            

            
)

          

          
)

        

        
 

        
⋆

        
 

        
exp

        
⁡

        

          
(

          

            
−

            

              
b

            

            
(

            

              
x

              

                
2

              

            

            
+

            

              
p

              

                
2

              

            

            
)

          

          
)

        

        
=

        

          

            
1

            

              
1

              
+

              

                
ℏ

                

                  
2

                

              

              
a

              
b

            

          

        

        
exp

        
⁡

        

          
(

          

            
−

            

              

                

                  
a

                  
+

                  
b

                

                

                  
1

                  
+

                  

                    
ℏ

                    

                      
2

                    

                  

                  
a

                  
b

                

              

            

            
(

            

              
x

              

                
2

              

            

            
+

            

              
p

              

                
2

              

            

            
)

          

          
)

        

        
,

      

    

    
{\displaystyle \exp \left(-{a}(x^{2}+p^{2})\right)~\star ~\exp \left(-{b}(x^{2}+p^{2})\right)={1 \over 1+\hbar ^{2}ab}\exp \left(-{a+b \over 1+\hbar ^{2}ab}(x^{2}+p^{2})\right),}

  

```

أو
```

  

    

      

        
δ

        
(

        
x

        
)

        
 

        
⋆

        
 

        
δ

        
(

        
p

        
)

        
=

        

          

            
2

            
h

          

        

        
exp

        
⁡

        

          
(

          

            
2

            
i

            

              

                

                  
x

                  
p

                

                
ℏ

              

            

          

          
)

        

        
,

      

    

    
{\displaystyle \delta (x)~\star ~\delta (p)={2 \over h}\exp \left(2i{xp \over \hbar }\right),}

  

```

يعرف توزيع طاقة الحالة الكمية بحالة ستارجن أو ★-حالة جن أو دوال ستارجن أو ★-دوال جن، وتعرف الطاقات اللاحقة بقيم ستارجن أو ★-قيم جن. تُحل هذه الدوال بصورة متناظرة إلى معادلة شرودنغر المستقلة زمنيًا، عبر معادلة ★-قيمة جن:
```

  

    

      

        
H

        
⋆

        
W

        
=

        
E

        
⋅

        
W

        
,

      

    

    
{\displaystyle H\star W=E\cdot W,}

  

```

حيث H هاملتونية، معادلة فضاء طور مجرّدة وغالبًا مطابقة للميكانيك الهاملتوني التقليدي.

## تطور الزمن
يُعطى تطور الزمن في توزيع فضاء الطور عبر تعديل كمومي لمبرهنة ليوفيل. تنتج هذه الصيغة الرياضية عن تطبيق تحويل فيغنر على نسخة مصفوفة الكثافة من معادلة ليوفيل الكمومية، معادلة فون نيومان.
في أي تمثيل لتوزيع فضاء الطور مع الجداء النجمي التابع له:
{\displaystyle {\frac {\partial f}{\partial t}}=-{\frac {1}{i\hbar }}\left(f\star H-H\star f\right),}
أو إلى دالة فيغنر في الخصوص:
{\displaystyle {\frac {\partial W}{\partial t}}=-\{\{W,H\}\}=-{\frac {2}{\hbar }}W\sin \left({{\frac {\hbar }{2}}({\overset {\leftarrow }{\partial _{x}}}{\overset {\rightarrow }{\partial _{p}}}-{\overset {\leftarrow }{\partial _{p}}}{\overset {\rightarrow }{\partial _{x}}})}\right)\ H=-\{W,H\}+O(\hbar ^{2}),}
حيث {{ · }} هو قوس مويال، تحويل فيغنر للمبدّل الكمومي، بينما { , } هو قوس بواسون التقليدي.
يعطي ذلك صورة موجزة عن مبدأ التناظر: تُخفض هذه المعادلة بشكل واضح إلى معادلة ليوفيل الكلاسيكية في النهاية {\displaystyle \hbar \longrightarrow 0}. في الملحق الكمومي للتدفق، لا تُحفظ كثافة النقاط في فضاء الطور؛ يظهر طيف الاحتمال متنشرًا وقابلًا للانضغاط. يعد مفهوم المسار الكمومي قضية حساسة هنا.
نظرًا إلى القيود التي وضعها مبدأ عدم اليقين على التموضع، نفى نيلز بور بشكل قاطع الوجود الفيزيائي لهكذا مسارات على النطاق الميكروسكوبي. عن طريق المسارات الشكلية لفضاء الطور، يمكن حل مشكلة الزمن لدالة فيغنر بصرامة باستخدام طريقة تكامل المسار (المسار التكاملي) وطريق الخصائص الكمومية، على كل حال، هناك عقبات عملية شديدة تواجه كلتا الحالتين.